# Bourran
Bourran é uma comuna francesa na região administrativa da Nova Aquitânia, no departamento Lot-et-Garonne. Estende-se por uma área de 18,03 km². Em 2010 a comuna tinha 638 habitantes (densidade: 35,4 hab./km²).